# رامون بيريث دى أيالا
رامون بيريث دي أيالا إي فيرنانديث ديل بورتال(بالإسبانية: Ramón Pérez de Ayala) كاتب وصحفي إسباني، وُلِدَ فـي أوفييدو، 9 أغسطس 1880، وتوفي في مدريد، 5 أغسطس1962 ولِدَ لأسرةٍ ثريةٍ فـي أوفييدو. أرسله والده حين كان فـي الثامنةِ من عمره إلى مدرسة يديرها اليسوعيون فـي خيخيون. وقد أدت تلك التجربة إلى وقوعه فـي أزمة فكرية دينيــة وأصبح بعدها مناهضاً للإكلـيروس.
درس الحقوق والفلسفة فـي جامعة أوفييدو  ثم سافر إلى إنجلترا لإتقان اللغة الإنجليزية والاطلاع على آدابها. كما درس أيضاً اللغة الفرنسية الإيطالية
استقر أيالا بعد انتحـــار والده في مدريد حيث مــارس الكتــابة والصحافة الأدبية. وقد أتته الشهرة عام 1910 مع نشر روايته (من أجل مجد أعظم للرب)، ففي هذه الرواية يعود الكاتب بذكرياته إلـى طفولته في مدرسة اليسوعيين حيث يتعرض إلـى حياة رهبان هذا المذهب وتعاليمهم وأنظمتهم التربوية بهجـاء موجه وصريح، والتي أثارت ضده سخط المحافظين والسلطة. إلا أن أول حكومة جمهورية في إسبانيا عينته سفيراً فـي إنجلترا عام 1931 وبقي في منصبه حتى فوز الجبهة الشعبية في انتخابات عام 1936. وعندما نشبـت الحرب الأهلية الإسبانية في العام نفسه، اختار العيش في بوينوس آيريس فـي الأرجنتين عام 1954. حيث عاد إلى مدريد نهائياً وبقي فيهـا حتى وفاته.
يعتبر رامون بيريث دي أيالا، واحداً من أبرز الروائيين في الأدب الإسباني من النصف الأول من القرن العشرين، لعمق وجودة إنتاجه الأدبي المتميز، وقد تـم انتخابه عضوا في الأكاديمية الملكية الإسبانية للغة عام 1928 .

## حيــاته
رامون بيريث دي أيالا هـو ابن «دون ثريلو» مواطن من تييرا دي كامبوس بليون. فقد رامون بيريث والدته «دنيا لويسا» النمساوية فـي طفولته المبكرة، وبسبب فقدانه والدته عانى كثيراً من الوحدة والتعاسة العاطفية، كما قضى فترةً من شبابه فـي المدارس الداخلية لجماعة يسوع، سان ثويلو فـي كارريون دي لوس كوندس، إنماكولادا في خيخون. 

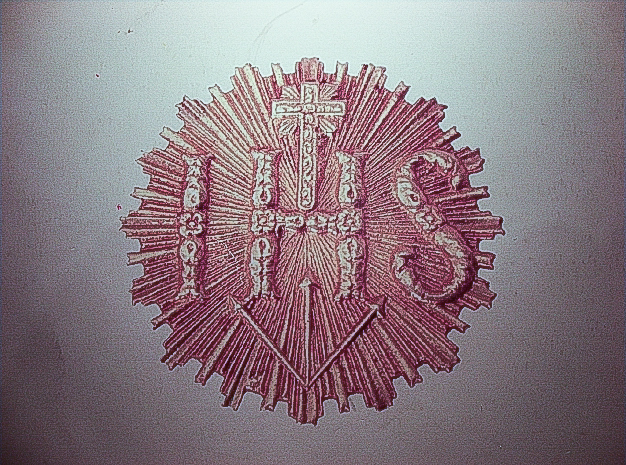
درع الرهبنة اليسوعية وهو يحمل الأحرف (I.H.S) وهي الأحرف الأولى من العبارة اللاتينية "Iesus Homini Salvator" ومعناها يسوع مـخلص الجنس البشري

واستطاع رامون كسب مجموعه كبيرة من المعارف والعلوم الإنسانية بمساعدة معلمه الذي سانده وتعاطف معه العالم الكبير «خوليو ثيخادور». وتنعكس روح «الأنتيكليريكاليسمو» التي استوحها من التعليم اليسوعي فـي روايته الشهيرة (أ.م.د.ج) وهـي اختصار ل (أد ماجوريم داي جلوريام) والتي يشير عنوانها إلى شعار جمعية يسوع ومعناه (من أجل مجد أعظم للرب). درس رامون بيريث الحقوق فـي أوفييدو فـي ظل رعاية ليوبولد آلاس «كلارين» له ، وهـناك استطاع مـخالطة مـفكرين من «الكراوسيسمو»، من بينهم «رافاييل ألتاميرا»، «بوسادا» وغيرهم.. كما جذبته حركة «الريجينيراثيونيسمو» التي تبعها مرشديه السابقين فـي أوروبا قبل الحرب. وأيضا فقد قام رامون بنقد تيار «البرجـوازية المتشدد» لمدينة أوفييدو، وأظهر أرائـه فـي كتــابه (الأعمدة). هناك مذاهب أخرى تطرق إليها رامون فـي كتاباته الأدبية وأدخلها فـي شخصيات وأماكن حقيقية ولكن بشكل ضمـنـي مثل (نورينيا ونوبييا)،(بيلارمينو وأبولونيو). وقد ساعد «بيدرو جونثاليث بلانكو» رامون بيريث فـي التعامل مع الحداثيين فـي مدريد ومنهم: « خاثينتو بينابينتي »، «فرانثيسكو بيايسبيسا»، «ماريانو ميغيل دي بال»، «جريـجوريو مارتينيث سيررا»، خوان رامون خيمينيث، « رامون ماريا ديل بايي إنكلان » و«خوسيه مارتينث رويث، أثورين».

وفـي عام 1902 وبسبب تطور الطباعه فـي أستورياس، استطاع رامون نشر أول رواية له (ثلاثة عشر إلـه) وكانت عبارة عن مقاطع دينية من ذكريات «فلورينثيو فلوريث». فـي عام 1903 أُسِـسَت مجلة الحداثة «هيليوس» على يد كل من «رامون بيريث دي أيـالا»، «مارتينيث سيررا»، «جريجوريو مارتينيث سيررا» و«ماريا ليخارراجا». فـي بدايات عام 1904 شارك رامون مفكرين آخرين فـي فتح صحفية يومية إسبانية وأسماها أبسي

صحيفة إسبـانية يومية

. ومن ثَــمَ انتقل إلـى لندن عام 1907 هرباً من الفضيحة التي انتشرت إثر نشره رواية (الظلام على القمم) 1907 والتي أكملها بعد عامـين بإسـم أخر وهو (كسوف الشمس). وفـي عام 1908 فقد رامون بيريث والده إثر انتحاره فعاش لفتـرةٍ مكتَئـباً، تشـارك رامون بيريث وصديـقه «أثورين» الأفكار المتطرفة السوداوية، وهذا ما زاد من نظرته التشاؤمية بعد فقدانه والديه.

سافر رامون وتنقل بين دولٍ عده منها فرنسا، إيطاليا، إنجلترا، ألمانيا والولايات المتحدة، كما عمل مراسلا للصحافة في بوينس آيرس. ففي عام 1917 ولدى زيـارته للوس كامبوس دي باتايا قام بنشر عمله (هيرمان المقيد). 

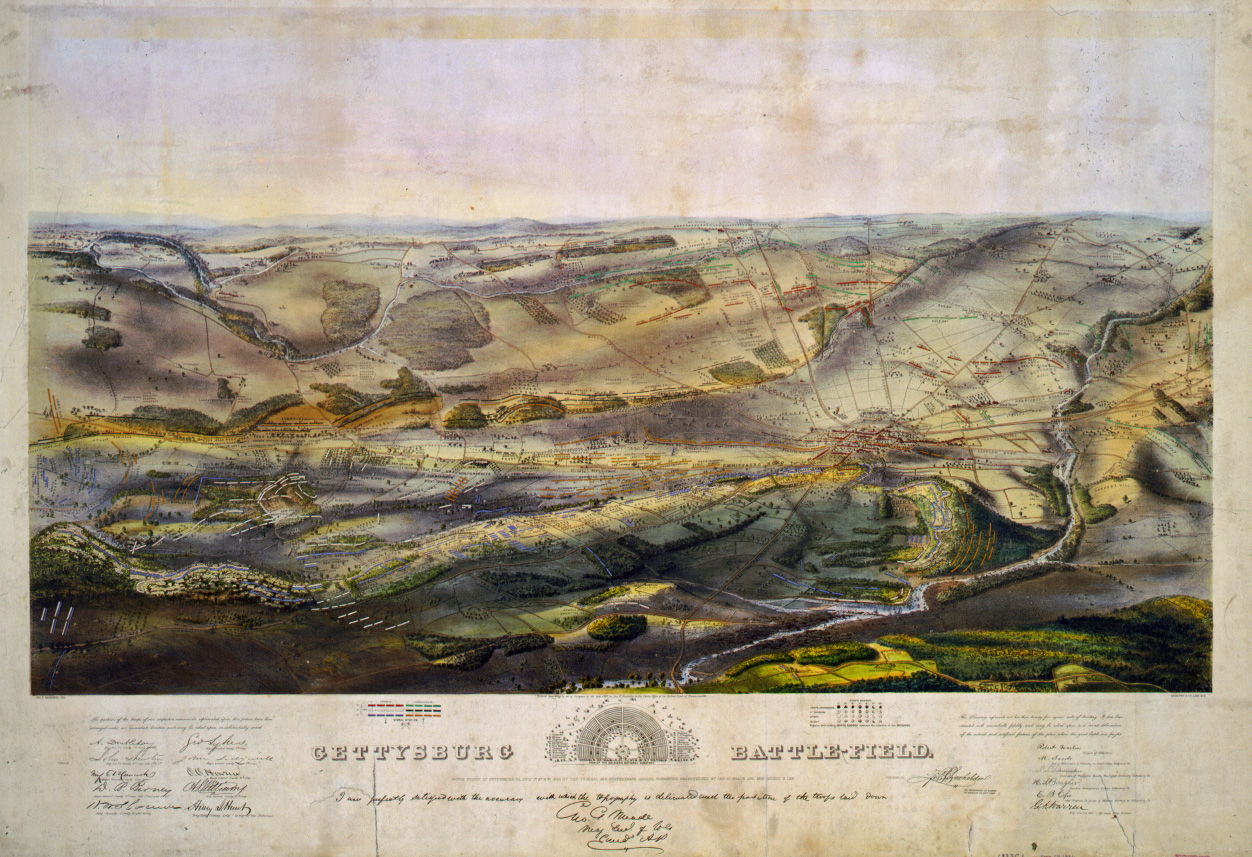
لــوس كــــــامبوس دي بـاتـايـا

أمــا فـي عام 1927 فقد حــصل رامون بيريث على «الجائزة الوطنية في الأدب»، كما تـم انتخابه ليصبح عضوا من أعضــاء «الأكادمية الملكـية الإسبانيـة» فـي عام 1928. وفـي عام 1931، قام رامون بيريث و«خوسيه أورتيجا إي جاسيت» و« جريجوريو مارانيون » بالتوقيع على إعلان «خدمةً للجمهورية»، وهو إعلان معاكس للنظام الملكي وكان له تأثير واضــح على الرأي العام والذي بفضله نـال رامون لقب «الأب الروحي للجمهورية»، ولقد عينه حاكم الجمهورية مديراً لمتحف برادو، وفي عام 1932 تـم تعيينه سفيرا فـي لندن.

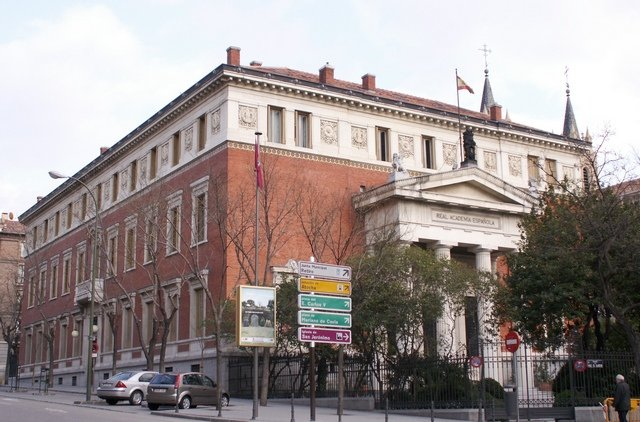
الأكـادمية االمــلكــية الإسبانيــة

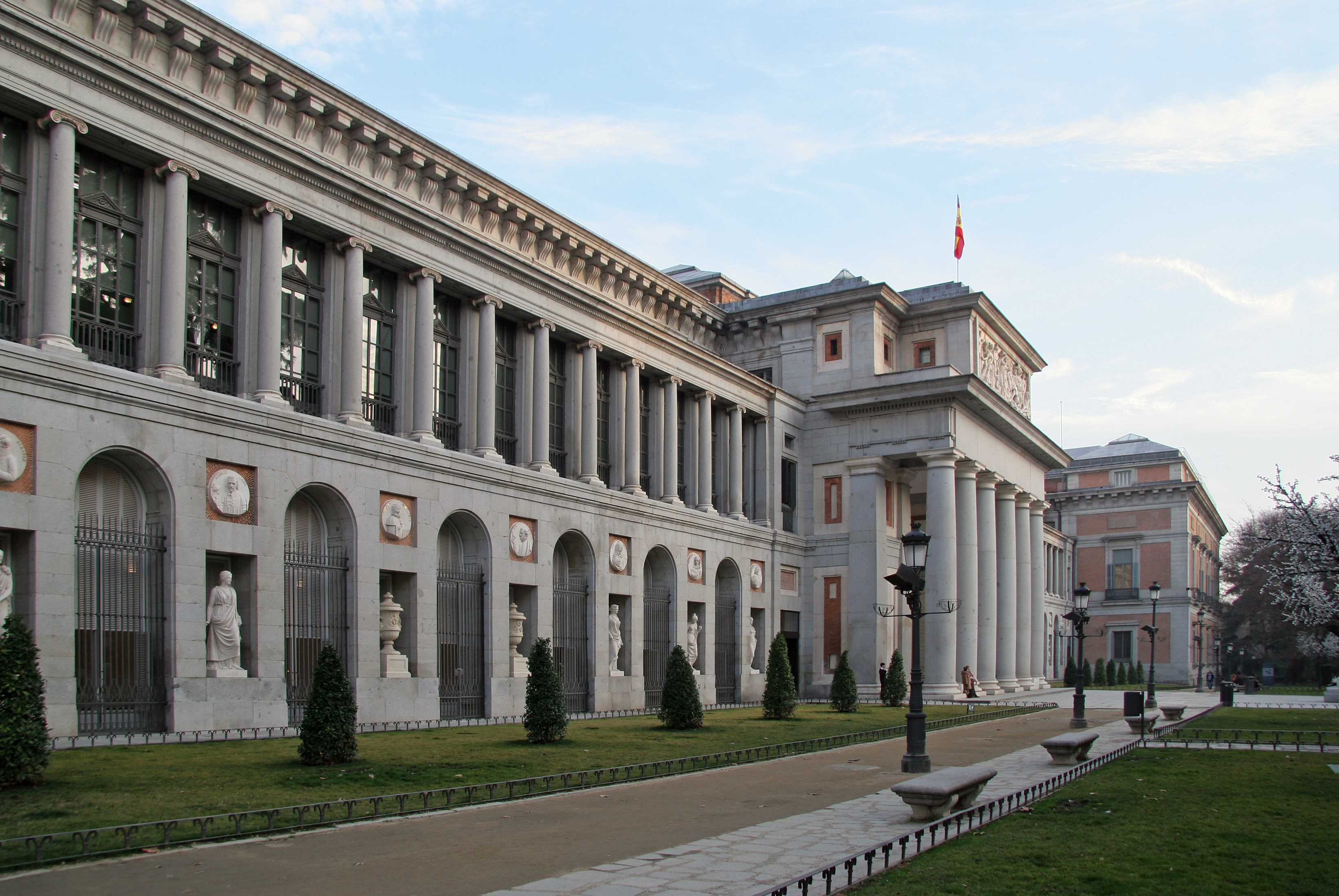
متـــــحف بــــرادو

لـم يكن رامون بيريث دي أيالا راضٍ عن المسار السياسي قبل الثورة الذي فرضته الجبهة الشعبية في إسبانيا وبسبب ذلك استقال بيريث دي أيالا من منصبه في يونيو عام 1936، وعند بداية الحرب الأهلية الإسبانية نُـفِـيَ إلى فرنسا وتطوع ولديه في الجيش الوطني وقام بيريث دي أيالا بتوضيح موقفه والدفاع عنه في «رســـالة مفتوحة» نُشرت في 10 يونيو 1938 في صحيفة لندن تايمز. عاش رامون بيريث في باريــس ومن ثَمَ في بيارريتـث، ثم انتقل للعيش في بوينس آيرس حيث حصل على وسام الشرف «وسام الفخريــة» في سفــارة إسبانيا.
في عام 1949 عاد إلى إسبانــيا لفترة مؤقتة لحل بعض المشاكل الشخصية ومن ثم عاد الأرجنتين بعدما انهى مشاكله في إسبانيا. فلقد عانى كثيرا من الاكتئاب الحاد الذي حدث له بسبب المشاكل العائلية والاجتماعية. ومن المشاكل العائلية التي واجهها رامون هي بتر ساق قدم إبنه الأصغر أولا، ومن ثم موت إبنه الأكبر، فكانوا بمثابة صـفعة قوية أطاحت به وجعلته يشعر بالألم الحقيقي، ومن هنا قرر العودة إلى مدريد في ديسمبر عام 1954، بعدما قضى نحو 20 عاماً خارجها.

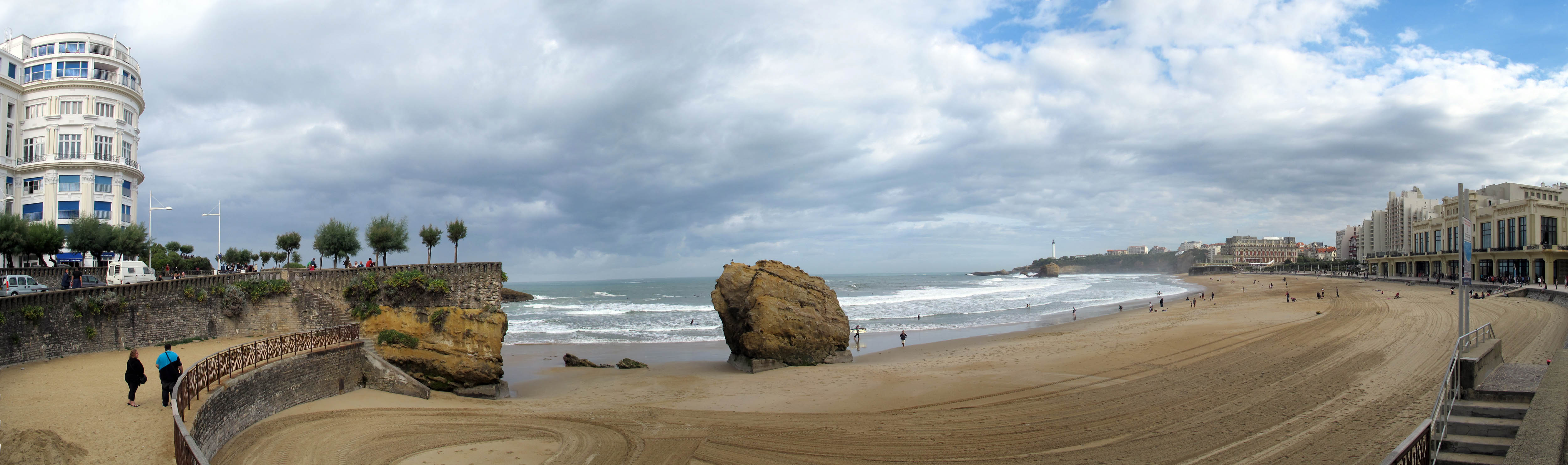
الساحل الكبــير في بيارريتــــث

لـم تكن كتاباته لها حق التداول في إسبانيا بسبب منع الأمركـان لها، وعلى الرغم من الجهود المبذوله لكسـب ود الحـكام الـجـدد، إلا أن مـحاولاته باءت بالفشل، لأنهم كانوا يحتقروه وذلك تفسره العبارة القديمة «روما لا تدفع للخونة». بعد عدة سفريات، عـاد رامون إلى دياره في إسبانياعودةً نهائية عام 1954، بدأ بنشر مقالات عن مواضيع متعدده في صحيفة «أبسي».
وفي نهاية حياته المتجوله توفي رامون عن عمرٍ يناهز 82 - قبل أيام قليله من عيد مولده - عام1962.

## أعماله
كتب رامون بيريث دي أيالا في جميع المجالات الأدبية وبرز فيها باستثنــاء المسرح، ففي عام 1905 حاول رامون بيريث اطلاق أول عمل مكتوب له مع «أنتونيو دي أويوس إي بينينت»، كوميديا (وقفة في الحياة المتجولة، النادي العاطفي «خدعه هزلية»). أما في الشعر فيظهر لنا الإلهام الثقافي والرمزي لأسلوب الحداثة، فهو شعر أيدولوجي ومعنوي ولكن كانت تتقدمه المشاعر الإنسانية بصورة غير مدروسة. ميغيل دي أونامونو يعد واحداً من الذين أسسوا الشعر الفلسفي بجانب رامون بيريث في ذلك الوقت وهذا لا يعني أنـهم لم يهتموا بقوة البيت الشعري. كَتب رامون بيريث دي أيالا ثـلاثـة كُتب من القصائــد، أولهـا (طريق السـلام) 1904، ويرمز عنوان هذا الكتاب إلى الأرض وفيـه نلــمس روح الحداثة، فيما إعتبره الكاتب «جونثالو دي بيرثيو» والكاتب «فرانثيس خاميس» كتاب عن الألفـة ويهتم بالموسيقى. (الدرب المتشعـــب) 1915 أمـا عنوان هذا الكتاب فيشير إلى البحر، وآخـر (الدرب السائـــر) 1920 ويشير عنوانه إلى النهر، بينما أنتهـى هذا الكتاب باتباع أسلوب جيل 98 المتشائـم مع الحافظ على نهج الحداثة. أما كتـابه (الدرب المشتـعل) الذي بقيَ للتعديل، يعتبر النهاية الحقيقية للأعـمال الشعرية للكـاتب. إن الموضوعات الإسبانية المهـمة هي أغلب ماتثيره كتابات رامون بيريث، كما كتب في موضوعات أخرى مثل: «السلام، اضطراب الطمأنينة أو التحرر من كل قلق، التــوازن، الغطرسة الفكــرية» والتي تظهر في قصيدة عن القديس اجوستين. كمـا برز أيـضاً في كتابة المقــال، الشـعر الغنائي والروايـة، فكان شخـص مثـقف جدا. كان ناقد مسـرحي وأدبي، فعن المسرح خصـص مجلـدان من كتـاب (الأقنعة) 1917-1919 ، أما عن الأدب فجمع مقـالاته في كتـاب (السيــاسة والثيــران) 1918. أما بالنـسبة لمشاركته الروائية ، وإنتاجه الأدبي فضَل النقاد تقسيمهم إلى مرحلتين:-
المرحلة الأولى :- وتعود لفترة شبـــابه، ويظهر فيها ككاتبٌٌ واقعي بنظرة متشائمة للحـياة، كما تنتمي لهذه المرحلـة سلسلة من الروايات التي لها طابع السير الذاتيــة. فكان لكـل روايات هذه المرحلة بطل مشتـرك يدعى «ألبرتو دياث دي جوثــمان» والذي يعكس بطريقـة ما « نزعة الأنا القوية» التي لدى المــؤلف. ومن هذه الروايات نذكر؛ رواية (الظلام على القمم) 1907، والتي نشرت تحت الاسم المستعار «بلوتينو كويبــاس»، والتي يروي فيها رامون بيريث قصة عن قطار متوجه من أوفييدو إلى بويرتو دي لوس سينيوريتوس، وكان ركـــاب هذا القطار أغلبهم تلاميذ وكانوا مستقلين هذا القطـــار إلى هنــاك لرؤية كسوف الشمس. وهناك شخصية أخرى ستظهر لاحقاً، وهي «العاملة الجميلة، روسينا» ويشاركها الظهور طفل صغير، والذي بسببه ستتحول من طبقة العمال إلى طبقة النبلاء من أجل المحافظة عليه. وتنتهي هذه الرواية بتأليه العدمية. أما رواية (ساق الثعلب) 1911، فتعتبر الجزء الثاني من سابقتها وهي عبارة عن تحليل للحب الطاهـر الحسـي. عام 1910 قام رامون بيريث بنشر عمله الأدبي (أ.م.د.ج)، وهي رواية ذات طــابع معارض لليسوعية والتي تسببت بفضيحة كبيرة، وصـف فيها مدرسة داخلية يقوم بإدارتهـا اليسوعيون - حيث يتركون للكاهن حرية الشذوذ الجنسي ولذلك هرب منها رامون بيريث وهو صبيا-. أما في عام 1913 نشر روايته (تروتيراس إي دانثاديراس)، حيث وصـف الحياة في بوهيميا مدريد

علم منطقة بوهيميا

. ففي هذه الروايات قام الكاتب بتنفيذ بعض التجارب الروائية، مثل عرض الرأي والرأي الأخر في موضوع ما. فهذه مرحلة انتقالية لرامون بيريث في رواياته حيث يمكننا اعتبار القصـص القصيـرة التي جُمِـعت تحت شعار أرتيميسا1916، وهم (برميتيو)، (ضوء الأحد)، (سقوط الليمون) و (نواة العالم)، مثال للنظرة السوداوية، الوحشية في الحياة الريفية التي تكونت لدى رامون.
وتبدأ المرحلة الثانية مع رواية (بيلارمينو إي أبولونيو) 1921، حيث تخلى رامون عن الواقعية الرمزية لصالح الكاريكاتورية الرمزية، ولتصبح اللغة غنية بعناصر أيدولوجية خاصــــه بكتـــابة المقـــال. والتي يناقش فيها موضوع الشـك في الروح الدينية العميقة. كما تنتمي لهذة المرحلة روايات أخرى منها: (شهر حلو، شهر مر) 1923 وجزئها الثاني، (العمل في المناطق الحضرية وسيمونا) 1923، ثم قام بدمج الروايتين في عمل واحد تـحت مسمى (العمل في المناطق الحضرية وسيمونا). وتحكي هذه الرواية قصة شابيــن متعلمــين بصرامة حتى أنهم لا يعرفون شيئاً عن الجنس، ومع ذلك يرتبون لزواجهم، دون الاهتمام بالناحية الجنسية، ولهـذا قرروا أن يتصلوا بالعالم الخارجي لتطوير غرائزهـم المكبوتة. وهنا نجد أن هناك نقاط إتصــال بين تلك الرواية ورواية أخرى لميجيل دي أنامونو وهي (الحب والتربية).
وتعتبر رواية (تيجري خوان) 1926 من أفضل أعمال بيريث دي أيالا، والتي يعكس فيها تطور رجل متحيز للجنس إلى رجل يقدر الحياة الإنسانية من خلال خيانة زوجته. والجزء الثاني هو (المداوي لشرفه)، وهو عبارة عن اختبار خفي لنفسية الرجـال والذي وضع بيريث دي أيالا على قمة كُتاب الرواية النفسية بقشتاله.
أما عن أسلوب رامون بيريث فيتميز أسلوبه ، بالسخرية، استخدام اللغة الدارجة، كثرة التلميحـــات، الإستشهادات، التنــــاص، الألفاظ النقيلة، المدخلات الإغريقية. «البيرسبيكتيبيسمو» و«الكونترابونتو»، تقنيـتان كان يستخدمهما بيريث دي أيالا أحياناً في كتاباته وفيها يقسم النص إلى عمودين (الرأي والرأي الأخر).
يقول رامون بيريث:- « الروائي لا يمكنه أن يرسم، ولكن يمكنه فقط أن يصف ويروي »، وهكذا، فكانت الرواية بالنسبة له خلق عالم خيالي يعلمنا كيفية رؤية العالم الواقعي، وكيفية دمج العالمين. فكان رامون بيريث هو أفضل من طبق هذه المنهجية وهذه الصورة في إنتاجه الأدبي، فاصــالة هذه المنهجـــية وهذه الصورة في أعـماله، جعلته واحدا من أفضل الكتاب الأسبـان في هذا القرن.
كما يقول أيضـا:- «العلم الكبير هو أن تكون سعيدا، وأن تُوجِـدْ الفرح، لأن الحـياة ستكون قاحلة بدونهم»«عندما تكون الفضيحة ضـخمة، عندهـا ستأخذ إســماً لائقاً بها»

### قصائد غنـائية
القصـائد الغنــائية هي نوعٌ أدبي يستخدمه الكاتب للتعبير عن موضوع ما ويقوم بتوظيف مشاعره وعواطفه في هذا العمل، وقد تأخذ القصائد الغنائية أشكال متعددة منها:- قصائد، أغاني، مرثيات، أغاني راقصة وقصائد شعرية مكونه من 14 بيت.

طريق السلام 1904

- طـريـق الـسـلام 1904.[30]

- درب المتشــعب 1916.[31]
- الدرب السائــر 1921.[32]

### مقـالات
المقــالة هي نوعٌ من الأدب، عبارة عن قطعة إنشـائية، وتُكتَب نثراً، وتهتم بالمظاهر الخارجية للموضوع بطريقة سهلة وسريعة، وقد يظهر فيها رأي الكــاتب بشكلٍ ملحوظ. ظهر فن المقالة لأول مرة في فرنسا عام 1571، وتنقسم المقالة إلى نوعان: المقالة الأدبية «الذاتية» التي تعنى بإبراز شخصية كاتبها وتعتمد الأسلوب الأدبي الذي يمتلئ بالعاطفة ويستند إلى الصور الفنية، والمقالة الموضوعية أو العلمية التي تعنى بتجلية موضوعها بسيطاً وواضحاً وتحرص على التقيد بما يتطلبه الموضوع من منطق في العرض وتقديم المقدمات واستخراج النتائج، لكن كلتيهما تنبع من منبع واحد هو رغبة الكاتب في التعبير عن شيء ما.
- هيـرمان المقيد.كتاب الروح والفن الإيطالي 1917.

هيرمان المقيد 1917

- الأقنعة 1917-1919.
- السياسة والثيران 1918.
- صداقات وذكريات  1961.
- الأساطير والمدن  1961.

### روايـــات
الرواية فن من فنون النثر الأدبي قائم على الحكاية، يروي سلسلة من الأحداث الحقيقية أو الخيالية تقوم بها شخصيات أو قوى معينة، وتستغرق وقتاً طويلاً من الزمن، وتجتمع فيها عناصر تختلف أهميتها بحسب نوع الرواية، ويربط ذلك كله حبكة ترتفع بها إلى التأزم الذي يصل مداه قبل النهاية، فيأتي الحل إيجابياً أو سلبياً، أو تكون النهاية مفتوحة لا تقدم حلا بل تدفع القارئ إلى المشاركة في الصراع والبحث عن حل للتأزم والعقدة.
- ابتــسم، 1909 رواية قصيرة من "" المعــاصرون "".
- الظـلام على القمم 1907.

- أ.م.د.ج 1910.[34]
- سـاق الثــعلب 1911.[35]
- تروتيراس إي دانثاديراس 1913 .

الظلام على القمم 1907.

- الوعد، ضوء الأحد، سقــوط اللـيمون (روايـات شعريـة عـن الحياة الإسبانية) 1916 وهي عباره عن روايــات قصـيـرة.[36]
- تحت شعار أرتميسا 1924.
- نواة العـالم 1924.[37]
- العمل في المناطق الحضرية وسيمونا 1923.[38]
- بيلارمينو وأبولونيو 1921.[39][40]
- تيجري خوان 1926، وتم إنشاء جائزة تحمل نفس اسم الرواية جائزة تيجري خوان تكريماً وتقديراً للكاتب الرائع رامون بيريث دي أيالا.[41][42]

## فيلمـوغرافيـا
الفيلم الفوتوغرافي هو شريط من البلاستيك يغطى بمستحلب كيميائي يحتوي على أملاح هاليدات فضة حساسة للضوء يربط بينها مادة الجيلاتين بأحجام بلورات متغيرة تحدد حساسية وتباين ودقة تفاصيل الفيلم.و عندما يتعرض المستحلب للضوء أو الأشعة السينية (أشعة إكس)، فإنه يكون ما يعرف باسم الصورة الكامنة (الغير مرئية). ويمكن بعدها إخضاع الفيلم إلى عمليات كيميائية معينة لتكوين صورة مرئية فيما يعرف باسم معالجة الفيلم أو تحميضه.
- عام 2007، قُدِمَ ولأول مرة واحدة من أعمال الكاتب رامون بيريث دي أيالا وذلك في فيلم ضوء الأحد والذي قام بإخراجه خوسيه لوسي جارسي (بالإسبانية: خوسيه لويس غارثي)

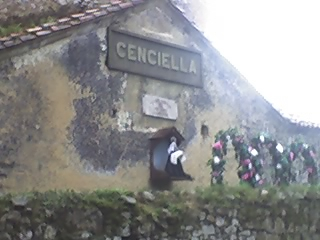
فيلم ضوء الأحد للمخرج خوسيه لوسي جارسي.

## وصلات خارجية
- رامون بيريث دى أيالا على موقع IMDb (الإنجليزية)
- رامون بيريث دى أيالا على موقع الموسوعة البريطانية (الإنجليزية)
- رامون بيريث دى أيالا على موقع قاعدة بيانات الفيلم (الإنجليزية)

أعمال مرقمه للكاتب ثربانتس في المكتبة الإلكترونية.
الأدب الإسبـــــاني .
الأدب الإسبـــــــاني
الموسوعة العربية في الأدب الاتيني
الرواية في القرن العشرين
قصائد رامون بيريث دي أيالا
تأملات في بعض أعمال رامون بيريث
مقتطـــفات من حياة رامون بيريث
بعض كتاب تيــار النوبيثنتيسمو

## المــــصادر
1. ↑  "حركة النوبيثينتيسمو". مؤرشف من الأصل في 2020-05-26.
2. ↑  "بعض اللمحات عن حركة النوبيثينتيسمو". مؤرشف من الأصل في 2020-04-11.
3. ↑  "حياة رامون بيريث". مؤرشف من الأصل في 2020-04-11.
4. ↑  "رامون بيريث مناهضاً للإكليروس". مؤرشف من الأصل في 2020-05-26.
5. ↑  "الإكليروس ومراتبها". مؤرشف من الأصل في 2020-04-11.
6. ↑  "دراسة رامون بيريث دي أيالا للحقوق والفلسفة". مؤرشف من الأصل في 11 أبريل 2020. اطلع عليه بتاريخ أغسطس 2020. {{استشهاد ويب}}: تحقق من التاريخ في: |تاريخ الوصول= (مساعدة)
7. ↑  "اللغةالفرنسية والإيطالية وتأثيرهماعلى رامون". مؤرشف من الأصل في 2020-04-14.
8. ↑  "إنتخاب رامون بيريث عضواًفي الأكاديمية الملكية الإسبانية". مؤرشف من الأصل في 2020-05-26.
9. ↑  "السيرة الحياتية لرامون بيريث دي أيالا". مؤرشف من الأصل في 11 أبريل 2020. اطلع عليه بتاريخ أكتوبر 2020. {{استشهاد ويب}}: تحقق من التاريخ في: |تاريخ الوصول= (مساعدة)
10. ↑  "نبذه عن حياة رامون بيريث دي أيالا". مؤرشف من الأصل في 2018-05-31.
11. ↑  "مقتطفات من حياة الكاتب رامون بيريث دي أيالا". مؤرشف من الأصل في 11 أبريل 2020. اطلع عليه بتاريخ أغسطس 2020. {{استشهاد ويب}}: تحقق من التاريخ في: |تاريخ الوصول= (مساعدة)
12. ↑  "دور العالم الكبير "خوليو ثيخادور" في حياة رامون بيريث". مؤرشف من الأصل في 2020-05-26.
13. ↑  "رواية " من أجل مجد أعظم للرب "". مؤرشف من الأصل في 11 أبريل 2020. اطلع عليه بتاريخ أكتوبر 2020. {{استشهاد ويب}}: تحقق من التاريخ في: |تاريخ الوصول= (مساعدة)
14. ↑  "دور  ليوبولد آلاس كلارين في حياة الكاتب رامون بيريث". مؤرشف من الأصل في 2020-04-11.
15. ↑  "وصف العمل بيلارمينو وأبولونيو". مؤرشف من الأصل في 2020-05-26.
16. ↑  "مقتطفات متفرقة من حياة رامون بيريث". مؤرشف من الأصل في 2020-04-11.
17. ↑  "إعلان "خدمةً للجمهورية"". مؤرشف من الأصل في 2020-03-27.
18. ↑  "رامون بيريث يعتبر الأب الروحي للجمهورية". مؤرشف من الأصل في 2020-04-11.
19. ↑  "رامون بيريث دي أيالا سفيرا في لندن". مؤرشف من الأصل في 2020-05-26.
20. ↑  "نفي رامون بيريث إلى فرنسا". مؤرشف من الأصل في 2020-05-26.
21. ↑  "وفاة الكاتب الشهير رامون بيريث دي أيالا". مؤرشف من الأصل في 2020-04-11.
22. ↑  "نسخه من كتابه الأقنعة". مؤرشف من الأصل في 2020-05-26.
23. ↑  "مشاركات رامون بيريث دي أيالا الروائية". مؤرشف من الأصل في 2020-05-26.
24. ↑  "مرحلتا الإنتاج الادبي لدى رامون بيريث دي أيالا". مؤرشف من الأصل في 2020-04-11.
25. ↑  "أسلوب بيريث دي أيالا الكتابي". مؤرشف من الأصل في 2020-04-14.
26. ↑  "الازدواجية والتناقضات عند بيريث دي أيالا". مؤرشف من الأصل في 2020-04-11.
27. ↑  "لمحات عن اسلوب رامون بيريث". مؤرشف من الأصل في 26 مايو 2020. اطلع عليه بتاريخ أغسطس 2020. {{استشهاد ويب}}: تحقق من التاريخ في: |تاريخ الوصول= (مساعدة)
28. ↑  "العلم الكبير هو أن تكون سعيدا، وأن تُوجِـدْ الفرح، لأن الحـياة ستكون قاحلة بدونهم". مؤرشف من الأصل في 2020-05-26.
29. ↑  "عندما تكون الفضيحة ضـخمة، عندهـا ستأخذ إســماً لائقاً بها". مؤرشف من الأصل في 2020-05-26.
30. ↑  "قصيدة طريق السلام". مؤرشف من الأصل في 2020-05-26.
31. ↑  "قصيدة درب المتشــعب". مؤرشف من الأصل في 2020-03-27.
32. ↑  "قصيدةالدرب السائــر". مؤرشف من الأصل في 2020-05-26.
33. ↑  "تعريف المقالة". مؤرشف من الأصل في 2015-05-12.
34. ↑  "أ.م.د.ج". مؤرشف من الأصل في 2020-05-26.
35. ↑  "ساق الثعلب". مؤرشف من الأصل في 2020-05-26.
36. ↑  "روايــات قصـيـرة". مؤرشف من الأصل في 2020-04-11.
37. ↑  "نواة العــالم". مؤرشف من الأصل في 2020-04-11.
38. ↑  "العمل في المناطق الحضرية وسيمونا". مؤرشف من الأصل في 2016-03-04.
39. ↑  "نبذة عن العمل بيلارمينو وأبولونيو". مؤرشف من الأصل في 2013-07-20.
40. ↑  "نبذة عن بيلارمينو وأبولونيو". مؤرشف من الأصل في 2020-04-11.
41. ↑  "رواية تيجري خوان". مؤرشف من الأصل في 2018-11-12.
42. ↑  "نبذه مختصرة عن رواية تيجري خوان". مؤرشف من الأصل في 2020-04-11.